# 京都府道127号日野薬師線
京都府道127号日野薬師線（きょうとふどう127ごう ひのやくしせん）は、京都府京都市伏見区を通る一般府道である。

## 概要
京都市伏見区日野大道町から京都市伏見区石田大山町に至る。別名、日野道。

### 路線データ
- 起点：京都市伏見区日野西大道町（日野誕生院前）
- 終点：京都市伏見区石田大山町（石田大山交差点、滋賀県道・京都府道36号大津宇治線交点）

## 路線状況

### 別名
- 日野道

## 地理

### 通過する自治体
- 京都市（伏見区）

### 交差する道路
| 交差する道路                                | 交差する場所 | 交差する場所          |
| ------------------------------------------- | ------------ | --------------------- |
| 滋賀県道・京都府道36号大津宇治線 / 奈良街道 | 石田大山町   | 石田大山交差点 / 終点 |

### 沿線
- 法界寺（日野薬師）
- 日野誕生院
- 更生山恵福寺[1]
- 医療法人新生十全会 なごみの里病院
- 京都市立春日野小学校
- 醍醐ゴルフセンター
- 山科警察署 石田交番